# フェニックス交響楽団
フェニックス交響楽団（英: Phoenix Symphony）は、アメリカ合衆国のオーケストラの一つ。アリゾナ州フェニックスに拠点を置く。

## 概要
フェニックスの人口がまだ10万人に満たなかった1947年に設立。当初は音楽家たちがたまにグループを組み、毎年数回の演奏会を行う団体だった。今日、フェニックス交響楽団には毎年30万人の観客が訪れ、その公演数（出張演奏を含む）は年間275回を数える。
本拠地はフェニックス・シンフォニー・ホール（1972年完成、2005年改築、座席数2,312）。団員数は76人で、アリゾナ州唯一のフルタイムで活動するプロフェッショナル・オーケストラである。年間の予算は1,000万米ドルであり、主にチケットの売り上げ、個人や企業の寄付、アリゾナ芸術委員会、国立芸術基金、フェニックス芸術文化局から提供される公的資金によって賄われている。
フェニックスのダウンタウンでクラシックやポップスの公演を行う傍らで、同州スコッツデール、メサ、プレスコットなどアリゾナ中央部の各地で公演を行う。シーズン中は教育・地域貢献を目的とした活動も行っており、7万人の生徒、265の学校が対象となる。
これまでに、ムスティスラフ・ロストロポーヴィチ、シュロモ・ミンツ、エマニュエル・アックス、ヴァン・クライバーン、ジェームズ・ゴールウェイ、オラシオ・グティエレス、ヨーヨー・マ、五嶋みどり、イツァーク・パールマン、アイザック・スターン、アンドレ・ワッツ、サラ・チャン、オルガ・ケルン、カレン・ゴミョー、ピンカス・ズーカーマンなどが来演している。ドク・セヴァリンセンが筆頭ポップス指揮者として1983-84年から2005-06年のシーズンまで務めた。これまでに来演したポップス・アーティストに、サンディ・ダンカン、マイケル・ファインスタイン、マーヴィン・ハムリッシュ、ボビー・マクファーリン、アンドレア・マルコヴィッチ、ピーター・ネロなどがいる。

## 音楽監督
- ジョン・バーネット (1947 - 1948)
- ロバート・ローレンス (1949 - 1951)
- レスリー・ホッジ (1952 - 1958)
- ガイ・テイラー (1959 - 1968)
- フィリップ・スパージョン (1969 - 1971)
- エドゥアルド・マータ (1972 - 1978)
- セオ・アルカンタラ (1978 - 1988)
- ジェームズ・セダレス (1989 - 1995)
- ハーマン・マイケル (1997 - 2004)
- マイケル・クリスティー (2005 - 2013)
- テイト・ムニョス (2014 - 2024)[2]